# محمود سعد (لاعب كرة قدم)
محمود سعد، لاعب كرة قدم قطري من أصل مصري.
كانت بداياته مع نادي الفيوم و لعب بعدها في أندية إسمنت أسيوط و نادي حرس الحدود و انتقل إلى نادي الجيش القطري في عام 2007 و انتقل إلى الخريطيات في عام 2011 و إنتقل إلى النادي العربي عام 2017 و لكن لم يتم انتقاله وعاد إلى الخريطيات .

## روابط خارجية
- محمود سعد على موقع قاعدة بيانات كرة القدم.إي يو (الإنجليزية)
- محمود سعد على موقع Soccerway.com (الإنجليزية)